# 平舒县 (北魏)
平舒县，中国古县名。
北魏时改东平舒县为平舒县。在今河北省廊坊市境。后晋时地入契丹，后周显德六年（959年）收复，改名大城县。